# João Teixeira
João Rafael Brito Teixeira (Amora, 6 febbraio 1994) è un calciatore portoghese, centrocampista del Gil Vicente.

## Caratteristiche tecniche
È un trequartista.

## Carriera
Cresciuto nelle giovanili del Benfica, ha esordito il 9 dicembre 2014 in un match di Champions League pareggiato 0-0 contro il Bayer Leverkusen.

## Statistiche

### Presenze e reti nei club
Statistiche aggiornate al 7 luglio 2017.
| Stagione        | Squadra           | Campionato      | Campionato | Campionato | Coppe nazionali | Coppe nazionali | Coppe nazionali | Coppe continentali | Coppe continentali | Coppe continentali | Altre coppe | Altre coppe | Altre coppe | Totale | Totale | Totale |
| Stagione        | Squadra           | Comp            | Pres       | Reti       | Comp            | Pres            | Reti            | Comp               | Pres               | Reti               | Comp        | Pres        | Reti        | Pres   | Reti   |        |
| --------------- | ----------------- | --------------- | ---------- | ---------- | --------------- | --------------- | --------------- | ------------------ | ------------------ | ------------------ | ----------- | ----------- | ----------- | ------ | ------ | ------ |
| 2014-2015       | Benfica           | PL              | 0          | 0          | TP+TL           | 0               | 0               | UCL                | 1                  | 0                  |             | -           | -           | 1      | 0      |        |
| 2015-gen. 2016  | Benfica           | PL              | 0          | 0          | TP+TL           | 1+0             | 0               | UCL                | 0                  | 0                  |             | -           | -           | 1      | 0      |        |
| gen.-giu. 2016  | Vitória Guimarães | PL              | 5          | 1          | TP+TL           | 0               | 0               |                    | -                  | -                  |             | -           | -           | 5      | 1      |        |
| 2016-gen. 2017  | Wolverhampton     | FLC             | 17         | 2          | FACup+CdL       | 0+3             | 0               |                    | -                  | -                  |             | -           | -           | 20     | 2      |        |
| gen.-giu. 2017  | Nottingham Forest | FLC             | 0          | 0          | FACup+CdL       | 0               | 0               |                    | -                  | -                  |             | -           | -           | 0      | 0      |        |
| Totale carriera | Totale carriera   | Totale carriera | 22         | 3          |                 | 4               | 0               |                    | 1                  | 0                  |             | -           | -           | 27     | 3      |        |